# Albergo diurno Venezia
L'Albergo diurno Venezia è una struttura sotterranea costruita in piazza Oberdan a Milano, sul lato all'angolo con via Tadino.

## Storia

Articolo sull'inaugurazione del Diurno nel quotidiano Il Secolo del 19 gennaio 1926 (prima colonna da destra)

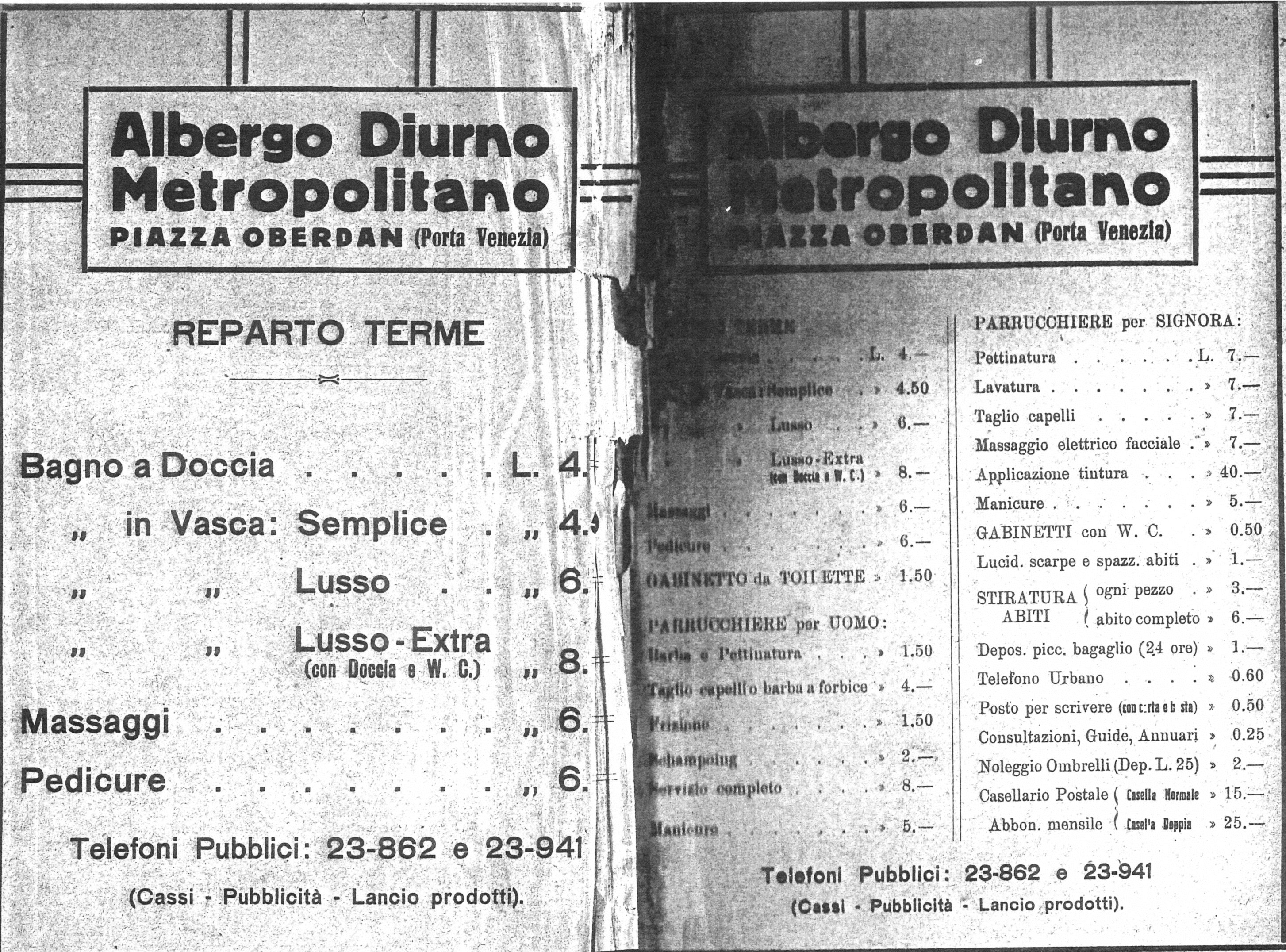
Tabella dei prezzi del 1926 dalla pubblicità del Diurno sulla Guida Savallo.

La struttura fu progettata e realizzata tra il 1923 ed il 1925 e inaugurata il 18 gennaio 1926. Il suo nome ufficiale era Albergo Diurno Metropolitano ed era aperto tutti i giorni dalle ore 7 alle ore 23. La convenzione per la concessione trentennale della piazza fu firmata il 24 novembre 1923 dall'assessore all'edilizia del Comune di Milano Cesare Chiodi e dagli ingegneri Troiani, Cavacini e Masini in base al progetto dell'ingegner Troiani. I tre ingegneri costituirono la Società Anonima Imprese Metropolitane (S.A.I.M.) per la gestione dell'albergo diurno.
Nel 1985 fu chiusa la parte Terme. Nel 1990 la struttura fu data in concessione al Consorzio Oberdan Servizi, costituito dagli artigiani che vi lavoravano. Gran parte degli artigiani lasciarono il Diurno alla metà degli anni novanta, vendendo una parte degli arredi che consideravano di loro proprietà. L'ultimo barbiere per uomini, Carmine Aiello, fu allontanato dal Comune di Milano il 16 giugno 2006 a causa di un contenzioso legale. Successivamente, in seguito alla rottura di un lucernaio di vetrocemento provocata dalla ruota di un mezzo di spazzatura dell'AMSA, i lucernai vennero coperti di asfalto all'esterno e rinforzati con tubi Innocenti dall'interno.
Nel 1994 sei studenti del Centro di Formazione Professionale per la tecnica cinetelevisiva di Milano hanno realizzato un video sul Diurno intervistando due parrucchieri.
Nel 1995 la società GTS di Bergamo propose al Comune di trasformarlo in beauty farm. Il progetto fu firmato dall'architetto Italo Rota, che nel 1996 divenne assessore alla qualità urbana nella giunta Formentini e che progettò la sua trasformazione in negozio, pur conservando il salone, all'interno di un progetto di riqualificazione di piazza Oberdan e di modifica del mezzanino della stazione di Porta Venezia della Linea 1 della Metropolitana di Milano.
Il 25 ottobre 2005 la struttura fu sottoposta a vincolo monumentale dalla Direzione Regionale per i Beni Culturali e Paesaggistici della Lombardia.
A partire dagli anni 2000 la provincia di Milano lo richiese al Comune per collegarlo alla Spazio Oberdan e ospitarvi gli uffici e gli archivi della Cineteca Italiana. Il progetto avrebbe dovuto essere finanziato con gli utili della partecipazione nella Autostrada Serenissima, vincolati ad usi culturali. La Giunta comunale approvò il 3 febbraio 2006 il testo di una convenzione della durata di 25 anni con la Provincia, che questa non sottoscrisse in quanto i fondi furono utilizzati per il restauro delle guglie del Duomo. Un tentativo della Provincia di avviare nel 2010 un Programma Integrato di Intervento con la Regione Lombardia, le Ferrovie dello Stato e l'ATM fu abbandonato per mancanza di interesse da parte delle varie istituzioni. Gli uffici della Cineteca Italiana furono poi trasferiti alla ex Manifattura Tabacchi in viale Fulvio Testi.
La proprietà della struttura è pertanto rimasta al Comune di Milano, che ha ipotizzato un restauro con fondi propri anche solo per il salone degli artigiani, o in alternativa l'emissione di un bando per l'utilizzo da parte dei privati.
In seguito allo studio di Stefano Masi e Pierfrancesco Sacerdoti sull'attribuzione del progetto di arredo a Portaluppi, il Fondo Ambiente Italiano e la Fondazione Portaluppi hanno organizzato un convegno sul Diurno a Villa Necchi il 4 febbraio 2014, quindi il FAI, d'accordo con il Comune, ha gestito l'agibilità e l'apertura del Diurno nell'ambito delle Giornate di Primavera del FAI 2014..
Il 4 dicembre 2015 è stato inaugurato dal Comune la porzione occidentale di piazza Oberdan, sovrastante il Diurno, che è stata oggetto di recupero con parziale pedonalizzazione e restauro delle colonne e della pensilina, sotto la supervisione della Soprintendenza Belle Arti e Paesaggio di Milano.
Il 25 novembre 2016 il FAI ha organizzato un convegno di studi all'Università Statale e al Politecnico, i cui atti sono stati successivamente pubblicati.
Rai Scuola ha dedicato un servizio al Diurno l'11 febbraio 2019, intervistando i responsabili del FAI, l'architetto Pierfrancesco Sacerdoti e altri.
Il 4 agosto 2021 il ministro della cultura Dario Franceschini durante un convegno annunciò che il Diurno sarebbe divenuto la sede del nuovo Museo nazionale di arte digitale, da realizzarsi entro il 2026 e per il quale sono stati stanziati 6 milioni di euro per i lavori di restauro. Il 26 gennaio 2022 Ilaria Bonacossa è stata selezionata come direttrice del museo, risultando vincitrice del concorso internazionale. In attesa dei restauri, gli uffici del MAD saranno ospitati nel casello occidentale di Porta Venezia.

## Descrizione

Fotografia degli anni 1920 di piazza Guglielmo Oberdan, scattata dopo la costruzione dell'albergo, il cui ingresso è visibile all'inizio dell'area alberata sovrastante l'albergo al centro della piazza.

Sopra il Diurno era prevista nella convenzione la erezione di un monumento a Guglielmo Oberdan, mai realizzato. La piazza, precedentemente chiamata Piazzale Venezia, era stata intitolata a Guglielmo Oberdan il 19 luglio 1923. L'aspetto degli apparati decorativi, degli arredi e di una parte della concezione architettonica generale è da attribuire all'architetto Piero Portaluppi.
Aveva una lunghezza di 88 metri e una larghezza di 14 metri circa e occupava una superficie di circa 1200 m². Era diviso in due parti, le terme verso via Tadino e il salone degli artigiani verso corso Buenos Aires. Le terme, con accesso dal lato di via Tadino, occupavano due terzi della lunghezza e ospitavano sei bagni di lusso con vasca e i bagni semplici con doccia accessibili da due corridoi paralleli.
Dall'ingresso principale verso corso Buenos Aires si accedeva all'atrio, occupato negli ultimi anni da un'agenzia viaggi e da un fotografo e al salone con due navate laterali che ospitavano barbieri per uomo e donna, manicure e pedicure. Dalla porta in fondo al salone si accedeva al reparto terme, il cui corridoio centrale ha come fondale una fontana con statua in bronzo di Igea, dea della salute. La statua è dello scultore Luigi Fabris (Bassano del Grappa 1883-1952), come documentato dalla firma.
Il corridoio centrale è collegato ai due corridoi delle terme, al locale delle caldaie e ad una uscita di sicurezza.
Nella piazza si conservano due colonne di cemento che contengono i condotti di scarico dei fumi della caldaia e dell'aria viziata. Sopra le scale di accesso vi erano due pensiline, di cui solo quella su via Tadino si è conservata, ma senza vetri di copertura. La pensilina verso corso Buenos Aires è stata rimossa quando è stata costruita la Linea 1 della Metropolitana. L'accesso al Diurno è stato ricavato dalla scala di accesso alla metropolitana. Una parte dell'atrio e i gabinetti sono stati demoliti.